# 伯通维利耶
贝通维利耶（法語：Bethonvilliers，法語發音：[bətɔ̃vilje]）是法国勃艮第-弗朗什-孔泰大区贝尔福地区省的一个市镇，位于该省东北部，属于贝尔福区。

## 地理
伯通维利耶（47°40'50"N, 6°57'44"E）面积1.9 平方千米，位于法国勃艮第-弗朗什-孔泰大區贝尔福地区省，该省份为法国东北部内陆省份，东临上莱茵省，北起孚日省，西接上索恩省，南与杜省和瑞士接壤。
与伯通维利耶接壤的市镇（或旧市镇、城区）包括：圣日耳曼勒沙特莱、拉格朗日、拉里维耶尔、默农库尔。
伯通维利耶的时区为UTC+01:00、UTC+02:00（夏令时）。

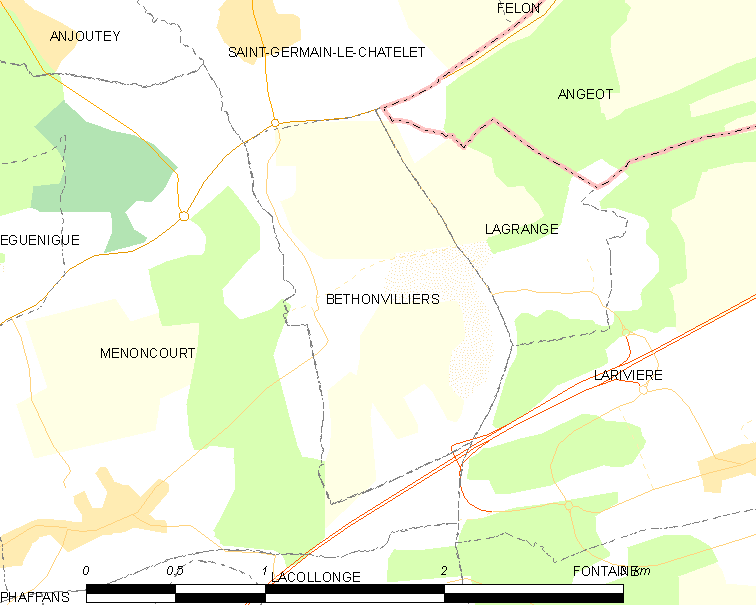
伯通维利耶的OSM定位图

## 行政
伯通维利耶的邮政编码为90150，INSEE市镇编码为90013。

## 政治
伯通维利耶所属的省级选区为格朗维拉尔县。

## 人口

1962-2008年间伯通维利耶人口变化图示

伯通维利耶于2022年1月1日时的人口数量为237人。